# East Meets West (John Scofield)
| Recensione    | Giudizio |
| ------------- | -------- |
| AllMusic      | [ 1 ]    |
| Prog Archives | [ 2 ]    |

East Meets West è il primo album in studio del chitarrista statunitense John Scofield, pubblicato nel 1977.

## Il disco
L'album venne inizialmente pubblicato con il titolo John Scofield dall'etichetta giapponese Trio Records, con in copertina una foto di Scofield su un ponte sopra il fiume Hudson.

## Tracce
Lato A
1. Public Domain – 8:18 (musica: John Scofield)
2. Amy (Who Else?) – 3:22 (musica: John Scofield)
3. Blues for Okinawa – 6:54 (musica: John Scofield)

Lato B
1. V. – 9:44 (musica: John Scofield)
2. Un Toco Loco – Ballet – 5:26 (musica: Motohiko Hino, Michael Gibbs)
3. Ida Lupino – 4:47 (musica: Carla Bley)

## Formazione

### Gruppo
- John Scofield – chitarra
- Clint Houston – contrabbasso, basso elettrico
- Motohiko Hino – batteria

### Altri musicisti
- Terumasa Hino – tromba su Public Domain e V.

### Produzione
- Ken Inaoka e Kaz Harada – produttori
- Registrazioni (e mixaggi) effettuate al Onkio Haus di Tokyo (Giappone) dal 12 al 18 agosto 1977
- David Baker – ingegnere delle registrazioni (e del mixaggio)
- James McCaffry – cover design e fotografia
- Allié – scultura in vetro (copertina LP)[3]